# Regina Kulikova
Regina Kulikova (Almaty, 30 de Janeiro de 1989) é uma ex-tenista profissional russa, seu melhor ranking na WTA, foi em 2010, onde atingiu a 98° em simples.